# Cirsodes acuminata
Cirsodes acuminata là một loài bướm đêm trong họ Geometridae.